# Tetiana Beliayeva
Tetiana Beliayeva –en ucraniano, Тетяна Беляєва– (2 de octubre de 1971) es una deportista ucraniana que compitió en judo. Ganó una medalla de bronce en el Campeonato Mundial de Judo de 1995, en la categoría de –72 kg.

## Palmarés internacional
| Campeonato Mundial | Campeonato Mundial | Campeonato Mundial | Campeonato Mundial |
| Año                | Lugar              | Medalla            | Categoría          |
| ------------------ | ------------------ | ------------------ | ------------------ |
| 1995               | Chiba (Japón)      | Medalla de bronce  | –72 kg             |